# Hens Fischer
Hens Fischer (Kerkrade, 9 oktober 1939 – aldaar, 21 september 2019) was een Nederlands voetballer. Hij speelde van 1956 tot 1974 meer dan 500 wedstrijden voor Roda Sport en daarna voor het daaruit ontstane Roda JC.
Fischer was jarenlang aanvoerder. In 1973 promoveerde hij met Roda JC naar de Eredivisie. In 1974 stopte d'r Pap, zoals hij van bijnaam heette, na achttien seizoenen met betaald voetbal. Na een kort Belgisch avontuur als trainer/speler van de vierdeklasser (bevordering) RFC Union La Calamine keerde hij in 1977 als jeugdtrainer terug bij Roda JC. Het opmerkelijke van zijn spelerscarrière is dat hij in alle linies heeft gespeeld, behalve als doelman.
Fischer was erelid van Roda JC en past qua verdiensten en trouw voor de club in het rijtje spelers Gène Hanssen, Eric van der Luer en Ger Senden.

## Carrièrestatistieken
| Seizoen         | Club            | Land            | Competitie       | Competitie | Competitie | Beker | Beker | Internationaal | Internationaal | Overig | Overig | Totaal | Totaal |
| Seizoen         | Club            | Land            | Competitie       | Wed.       | Dlp.       | Wed.  | Dlp.  | Wed.           | Dlp.           | Wed.   | Dlp.   | Wed.   | Dlp.   |
| --------------- | --------------- | --------------- | ---------------- | ---------- | ---------- | ----- | ----- | -------------- | -------------- | ------ | ------ | ------ | ------ |
| 1956/57         | Roda Sport      | Nederland       | Eerste divisie A | –          | –          | –     | 0     | 0              | 0              | 0      | 0      | –      | –      |
| 1957/58         | Roda Sport      | Nederland       | Eerste divisie A | –          | –          | –     | 0     | 0              | 0              | 0      | 0      | –      | –      |
| 1958/59         | Roda Sport      | Nederland       | Eerste divisie B | –          | –          | –     | 0     | 0              | 0              | 0      | 0      | –      | –      |
| 1959/60         | Roda Sport      | Nederland       | Tweede divisie A | –          | 5          | –     | –     | 0              | 0              | –      | 0      | –      | 5      |
| 1960/61         | Roda Sport      | Nederland       | Tweede divisie   | –          | 9          | –     | 0     | 0              | 0              | 0      | 0      | –      | 11     |
| 1961/62         | Roda Sport      | Nederland       | Tweede divisie   | –          | 10         | –     | 2     | 0              | 0              | 0      | 0      | –      | 12     |
| 1962/63         | Roda JC         | Nederland       | Eerste divisie   | –          | –          | –     | 0     | 0              | 0              | 0      | 0      | –      | –      |
| 1963/64         | Roda JC         | Nederland       | Tweede divisie   | –          | 7          | –     | 0     | 0              | 0              | –      | 0      | –      | 7      |
| 1964/65         | Roda JC         | Nederland       | Tweede divisie   | –          | 1          | –     | 0     | 0              | 0              | 0      | 0      | –      | 1      |
| 1965/66         | Roda JC         | Nederland       | Tweede divisie   | –          | 5          | –     | 1     | 0              | 0              | 0      | 0      | –      | 6      |
| 1966/67         | Roda JC         | Nederland       | Tweede divisie   | –          | 10         | –     | –     | 0              | 0              | –      | 0      | –      | 10     |
| 1967/68         | Roda JC         | Nederland       | Tweede divisie   | –          | 1          | –     | 1     | 0              | 0              | 0      | 0      | –      | 2      |
| 1969/70         | Roda JC         | Nederland       | Tweede divisie   | –          | 6          | 1     | 0     | 0              | 0              | 0      | 0      | –      | 6      |
| 1970/71         | Roda JC         | Nederland       | Tweede divisie   | –          | 1          | 1     | 0     | 0              | 0              | 0      | 0      | –      | 1      |
| 1971/72         | Roda JC         | Nederland       | Eerste divisie   | –          | 2          | 1     | 0     | 0              | 0              | 0      | 0      | –      | 2      |
| 1972/73         | Roda JC         | Nederland       | Eerste divisie   | –          | 1          | 2     | 1     | 0              | 0              | 0      | 0      | –      | 2      |
| 1973/74         | Roda JC         | Nederland       | Eredivisie       | 30         | 0          | 0     | 0     | 0              | 0              | 0      | 0      | 30     | 0      |
| Carrière totaal | Carrière totaal | Carrière totaal | Carrière totaal  | –          | –          | –     | 5     | 0              | 0              | –      | 0      | –      | –      |

## Erelijst
Roda JC
| Nationaal      |    |         |
| Eerste divisie | 1x | 1972/73 |